# Dumbarton Football Club
Il Dumbarton Football Club, meglio noto come Dumbarton, è una società calcistica scozzese con sede nella città di Dumbarton. Milita in Scottish League One, terzo livello del calcio scozzese.
Nel suo palmarès ci sono due titoli di campione di Scozia e una Scottish Cup. Detiene inoltre il record di partecipazioni alla seconda divisione scozzese, con 71 stagioni in totale.

## Storia
Fondato nel 1872, il Dumbarton è uno dei più antichi club scozzesi, il quarto in ordine di tempo dopo Queen's Park, Kilmarnock e Stranraer, pur non essendo tra i fondatori della SFA (1873). Fu invece uno dei partecipanti al primo campionato di calcio scozzese, e attualmente è uno dei cinque club ancora attivi e iscritti ai campionati nazionali (insieme a Celtic, Rangers, Hearts e St. Mirren).
Già con una Scottish Cup in bacheca, vinta nel 1883 contro il Vale of Leven (2-1), il Dumbarton prese parte al primo campionato, la Scottish Football League 1890-1891, che vinse a pari merito coi Rangers; primeggiò anche nel campionato successivo, concludendo con due punti di vantaggio sul Celtic e confermandosi la squadra più forte della nazione, peraltro con vittorie nette sui Rangers (6-0 nel maggio 1892) e sul Celtic (0-8 nell'amichevole del 1º gennaio 1892, la peggior sconfitta casalinga del Celtic, ricordata anche per essere stata la prima partita giocata con le reti alle porte).
Tuttavia il club declinò abbastanza velocemente: nelle stagioni successive non si classificò mai sopra il quinto posto, e nel 1896, solo quattro anni dopo la vittoria del campionato, retrocesse in Division Two. Qui disputò una stagione, dopodiché si ritirò dai campionati, rimanendo attivo a livello nazionale solo in Coppa di Scozia, dove nel 1897 perse la sua quinta finale (sconfitta 5-1 contro i Rangers). Nel 1901 si sciolse per i persistenti problemi finanziari.
Il Dumbarton si ricostituì nel 1905, e l'anno successivo tornò a disputare la Division Two. Nel 1913 fu promosso in Division One, in cui militò per nove stagioni consecutive (dal 1913-14 al 1921-22), ma senza ottenere risultati di rilievo. Ridiscese poi in Division Two dove rimase per quasi cinquant'anni, eccetto una stagione in Division Three.
Nel 1972 vinse la Division Two e riconquistò un posto in massima serie, dalla quale retrocesse nella stagione 1974-75, in occasione della riforma dei campionati. Prese parte alla nuova First Division (seconda divisione) e nel 1984, come secondo classificato, fu promosso. La stagione 1984-85 fu l'unica che il Dumbarton disputò in Premier Division, nonché l'ultima in massima serie: infatti arrivò al nono posto e retrocesse.
Negli anni seguenti fece la spola tra la First Division e la Second Division; nel 1998 retrocesse per la prima volta in Third Division, la quarta serie nazionale. Risalì in Second Division nel 2002, poi scese di nuovo nel 2006. Tre anni dopo ottenne un'altra promozione in Second Division e nel 2012 riuscì a riprendere la First Division, poi diventata Scottish Championship. Ha mantenuto la categoria fino alla stagione 2017-18, quando è retrocesso perdendo lo spareggio contro l'Alloa Athletic. Dopo quattro campionati di League One, nel 2021-22 retrocede in League Two, sconfitto ai play-out dall'Edinburgh City. 
In League Two si classifica secondo nella stagione 2022-23, perdendo poi il primo turno di play-off contro l'Annan Athletic. Nel campionato 2023-24 arriva quarto, ma vincendo i play-off contro lo Stirling Albion e gli Spartans è promosso in League One.

## Stadio
Il Dumbarton gioca le proprie partite interne al Dumbarton Football Stadium, noto anche come The Rock, costruito nel 2000 e con una capienza di 2.020 posti. In precedenza lo storico stadio di casa era il Boghead Park (1879-2000).

## Colori e simboli
I colori sociali del Dumbarton sono il nero, il giallo e il bianco.

## Palmarès

### Competizioni nazionali
- Coppa di Scozia: 1

1882-1883
- Campionato scozzese: 2

1890-1891, 1891-1892
- Campionato di Scottish First Division: 2

1910-1911, 1971-1972
- Campionato di Scottish Second Division: 1

1991-1992
- Campionato di Scottish Third Division: 1

2008-2009

### Competizioni regionali
- Dumbartonshire FA Cup: 23

1884-1885, 1888-1889, 1889-1890, 1890-1891, 1891-1892, 1892-1893, 1893-1894, 1894-1895, 1897-1898, 1898-1899, 1908-1909, 1914-1915, 1920-1921, 1921-1922, 1922-1923, 1925-1926, 1929-1930, 1930-1931, 1931-1932, 1932-1933, 1935-1936, 1936-1937, 1939-1940
- Stirlingshire Cup: 15

1952-1953, 1956-1957, 1964-1965, 1972-1973, 1974-1975, 1980-1981, 1982-1983, 1985-1986, 1987-1988, 1989-1990, 1990-1991, 1993-1994, 1995-1996, 2009-2010, 2010-2011

### Altri piazzamenti
- Coppa di Scozia:

Finalista: 1880-1881, 1881-1882, 1886-1887, 1890-1891, 1896-1897
Semifinalista: 1874-1875, 1875-1876, 1879-1880, 1888-1889, 1975-1976
- Coppa di Lega scozzese:

Semifinalista: 1970-1971
- Campionato di Scottish First Division:

Secondo posto: 1907-1908, 1983-1984
- Campionato di Scottish Second Division:

Secondo posto: 1994-1995
Vittoria play-off: 2011-2012
- Campionato di Scottish Third Division: secondo posto

2001-2002, 2022-2023
- Scottish Challenge Cup:

Finalista: 2017-2018

## Statistiche e record

### Partecipazione ai campionati
| Livello | Categoria                 | Partecipazioni | Debutto   | Ultima stagione | Totale |
| ------- | ------------------------- | -------------- | --------- | --------------- | ------ |
| 1°      | Scottish Football League  | 9              | 1890-1891 | 1920-1921       | 19     |
| 1°      | Scottish Division One     | 9              | 1893-1894 | 1974-1975       | 19     |
| 1°      | Scottish Premier Division | 1              | 1984-1985 | 1984-1985       | 19     |
| 2°      | Scottish Division Two     | 45             | 1896-1897 | 1971-1972       | 71     |
| 2°      | Scottish Division B       | 5              | 1946-1947 | 1950-1951       | 71     |
| 2°      | Scottish First Division   | 16             | 1975-1976 | 2012-2013       | 71     |
| 2°      | Scottish Championship     | 5              | 2013-2014 | 2017-2018       | 71     |
| 3°      | Scottish Division Three   | 1              | 1954-1955 | 1954-1955       | 19     |
| 3°      | Scottish Second Division  | 13             | 1988-1989 | 2011-2012       | 19     |
| 3°      | Scottish League One       | 5              | 2018-2019 | 2024-2025       | 19     |
| 4°      | Scottish Third Division   | 8              | 1997-1998 | 2008-2009       | 10     |
| 4°      | Scottish League Two       | 2              | 2022-2023 | 2023-2024       | 10     |

## Organico

### Rosa 2020-2021
| N. |                   | Ruolo | Calciatore           |
| -- | ----------------- | ----- | -------------------- |
| 1  | Scozia (bandiera) | P     | Joshua Bradley-Hurst |
| 2  | Scozia (bandiera) | D     | Ryan McGeever        |
| 3  | Scozia (bandiera) | D     | Rico Quitongo        |
| 4  | Scozia (bandiera) | C     | Ruaridh Langan       |
| 5  | Scozia (bandiera) | D     | Morgyn Neill         |
| 6  | Scozia (bandiera) | C     | Stuart Carswell      |
| 7  | Scozia (bandiera) | A     | Stefan McCluskey     |
| 8  | Scozia (bandiera) | C     | Ross Forbes          |
| 9  | Scozia (bandiera) | A     | Denny Johnstone      |

| N. |                        | Ruolo | Calciatore     |
| -- | ---------------------- | ----- | -------------- |
| 10 | Scozia (bandiera)      | A     | Robert Jones   |
| 11 | Scozia (bandiera)      | C     | Adam Frizzell  |
| 12 | Scozia (bandiera)      | D     | Sam Wardrop    |
| 14 | Scozia (bandiera)      | A     | Jaime Wilson   |
| 16 | Inghilterra (bandiera) | C     | Nat Wedderburn |
| 17 | Scozia (bandiera)      | C     | Matthew Reilly |
| 19 | Scozia (bandiera)      | D     | Daniel Church  |
| 21 | Scozia (bandiera)      | P     | Chris Smith    |
| 24 | Scozia (bandiera)      | A     | PJ Crossan     |

### Rosa 2019-2020
| N. |                             | Ruolo | Calciatore       |
| -- | --------------------------- | ----- | ---------------- |
| 1  | Irlanda del Nord (bandiera) | P     | Conor Brennan    |
| 2  | Scozia (bandiera)           | D     | Lewis Crawford   |
| 3  | Scozia (bandiera)           | D     | Rico Quitongo    |
| 4  | Scozia (bandiera)           | C     | Ruaridh Langan   |
| 5  | Scozia (bandiera)           | D     | Morgyn Neill     |
| 6  | Scozia (bandiera)           | C     | Stuart Carswell  |
| 7  | Scozia (bandiera)           | A     | Jai Quitongo     |
| 8  | Scozia (bandiera)           | C     | Kyle Hutton      |
| 9  | Scozia (bandiera)           | A     | Ryan Tierney     |
| 10 | Scozia (bandiera)           | A     | Stefan McCluskey |
| 11 | Scozia (bandiera)           | C     | Ross Forbes      |
| 12 | Scozia (bandiera)           | P     | Jordan Pettigrew |
| 14 | Scozia (bandiera)           | C     | Joe McKee        |

| N. |                        | Ruolo | Calciatore      |
| -- | ---------------------- | ----- | --------------- |
| 15 | Scozia (bandiera)      | A     | Robert Jones    |
| 17 | Inghilterra (bandiera) | A     | Isaac Layne     |
| 19 | Scozia (bandiera)      | C     | Callum Wilson   |
| 22 | Scozia (bandiera)      | D     | Ryan McGeever   |
| 24 | Scozia (bandiera)      | A     | PJ Crossan      |
|    | Scozia (bandiera)      | D     | Jordan McMillan |
|    | Scozia (bandiera)      | D     | Sam Wardrop     |
|    | Scozia (bandiera)      | D     | Reghan Tumilty  |
|    | Scozia (bandiera)      | C     | Adam Frizzell   |
|    | Zimbabwe (bandiera)    | C     | Mati Zata       |
|    | Scozia (bandiera)      | D     | Matthew Shiels  |
|    | Scozia (bandiera)      | C     | Conor Scullion  |

### Rosa 2018-2019
| N. |                             | Ruolo | Calciatore       |
| -- | --------------------------- | ----- | ---------------- |
| 1  | Scozia (bandiera)           | P     | Grant Adam       |
| 2  | Scozia (bandiera)           | D     | Cammy Ballantyne |
| 3  | Scozia (bandiera)           | D     | Willie Dyer      |
| 4  | Irlanda del Nord (bandiera) | C     | Brian McLean     |
| 5  | Scozia (bandiera)           | D     | Ross Perry       |
| 6  | Scozia (bandiera)           | C     | Stuart Carswell  |
| 7  | Francia (bandiera)          | A     | Boris Melingui   |
| 8  | Scozia (bandiera)           | C     | Kyle Hutton      |
| 9  | Scozia (bandiera)           | A     | Calum Gallagher  |
| 10 | Scozia (bandiera)           | C     | Ross Forbes      |
| 11 | Scozia (bandiera)           | C     | Bobby Barr       |
| 14 | Scozia (bandiera)           | C     | Iain Russell     |
| 15 | Scozia (bandiera)           | C     | Michael Paton    |
| 21 | Irlanda del Nord (bandiera) | P     | Conor Brennan    |
| 23 | Scozia (bandiera)           | C     | Ryan Thomson     |
| 33 | Scozia (bandiera)           | A     | Rory Loy         |

| N. |                             | Ruolo | Calciatore      |
| -- | --------------------------- | ----- | --------------- |
| 55 | Scozia (bandiera)           | D     | Craig Barr      |
|    | Scozia (bandiera)           | D     | Andy Dowie      |
|    | Scozia (bandiera)           | P     | Jamie Ewings    |
|    | Scozia (bandiera)           | P     | Chris Smith     |
|    | Irlanda del Nord (bandiera) | A     | Andy Little     |
|    | Francia (bandiera)          | P     | Eric Tshibangu  |
|    | Scozia (bandiera)           | C     | Dom Thomas      |
|    | Scozia (bandiera)           | D     | David Ferguson  |
|    | Scozia (bandiera)           | P     | Jamie McGowan   |
|    | Scozia (bandiera)           | C     | Scott Allardice |
|    | Scozia (bandiera)           | P     | Robbie Mutch    |
|    | Scozia (bandiera)           | A     | Jack Aitchison  |
|    | Scozia (bandiera)           | A     | Ben Armour      |
|    | Paesi Bassi (bandiera)      | D     | Henk van Schaik |
|    | Scozia (bandiera)           | C     | Brad Spencer    |

### Rosa 2017-2018
| N. |                   | Ruolo | Calciatore       |
| -- | ----------------- | ----- | ---------------- |
| 1  | Scozia (bandiera) | P     | Scott Gallacher  |
| 2  | Scozia (bandiera) | D     | David Smith      |
| 3  | Scozia (bandiera) | D     | Chris McLaughlin |
| 4  | Scozia (bandiera) | C     | Andy Dowie       |
| 5  | Scozia (bandiera) | C     | Grant Gallagher  |
| 6  | Scozia (bandiera) | C     | Stuart Carswell  |
| 7  | Scozia (bandiera) | C     | Calum Gallagher  |
| 8  | Scozia (bandiera) | C     | David Wilson     |
| 9  | Scozia (bandiera) | A     | Mark Stewart     |
| 10 | Scozia (bandiera) | C     | Tom Walsh        |
| 11 | Scozia (bandiera) | C     | Chris Johnston   |

| N. |                    | Ruolo | Calciatore          |
| -- | ------------------ | ----- | ------------------- |
| 12 | Scozia (bandiera)  | D     | Sam Wardrop         |
| 14 | Scozia (bandiera)  | C     | Kyle Hutton         |
| 15 | Scozia (bandiera)  | D     | Dougie Hill         |
| 16 | Scozia (bandiera)  | A     | Greg Morrison       |
| 17 | Scozia (bandiera)  | A     | Alistair Roy        |
| 18 | Scozia (bandiera)  | C     | Kyle Prior          |
| 19 | Scozia (bandiera)  | P     | Jamie Ewings        |
| 20 | Cipro (bandiera)   | C     | Dimitrios Froxylias |
| 21 | Scozia (bandiera)  | C     | Daniel Handling     |
| 27 | Francia (bandiera) | A     | Christian Nadé      |
| 55 | Scozia (bandiera)  | D     | Craig Barr          |

### Rosa 2016-2017
| N. |                   | Ruolo | Calciatore      |
| -- | ----------------- | ----- | --------------- |
| 2  | Scozia (bandiera) | D     | Ross McCrorie   |
| 3  | Scozia (bandiera) | D     | Mark Docherty   |
| 4  | Scozia (bandiera) | C     | Tom Lang        |
| 5  | Scozia (bandiera) | D     | Gregor Buchanan |
| 6  | Scozia (bandiera) | C     | Stuart Carswell |
| 7  | Scozia (bandiera) | C     | Calum Gallagher |
| 8  | Scozia (bandiera) | C     | Grant Gallagher |
| 9  | Scozia (bandiera) | A     | Garry Fleming   |
| 10 | Scozia (bandiera) | A     | Robert Thomson  |
| 11 | Scozia (bandiera) | C     | Sam Stanton     |
| 12 | Scozia (bandiera) | D     | Daniel Harvie   |

| N. |                        | Ruolo | Calciatore     |
| -- | ---------------------- | ----- | -------------- |
| 14 | Scozia (bandiera)      | D     | Darren Barr    |
| 17 | Scozia (bandiera)      | C     | David Smith    |
| 18 | Scozia (bandiera)      | C     | Kyle Prior     |
| 19 | Scozia (bandiera)      | P     | Jamie Ewings   |
| 20 | Scozia (bandiera)      | C     | Ryan Clark     |
| 22 | Scozia (bandiera)      | C     | Andy Stirling  |
| 23 | Scozia (bandiera)      | A     | Lewis Vaughan  |
| 25 | Inghilterra (bandiera) | A     | Joe Nuttall    |
| 27 | Scozia (bandiera)      | P     | Alan Martin    |
| 72 | Francia (bandiera)     | A     | Christian Nadé |

### Rosa 2015-2016
| N. |                   | Ruolo | Calciatore         |
| -- | ----------------- | ----- | ------------------ |
| 1  | Scozia (bandiera) | P     | Mark Brown         |
| 2  | Scozia (bandiera) | D     | Scott Taggart      |
| 3  | Scozia (bandiera) | D     | Mark Docherty      |
| 4  | Scozia (bandiera) | D     | Steven Saunders    |
| 5  | Scozia (bandiera) | D     | Gregor Buchanan    |
| 7  | Scozia (bandiera) | C     | Kevin Cawley       |
| 8  | Scozia (bandiera) | C     | Grant Gallagher    |
| 9  | Scozia (bandiera) | A     | Gary Fleming       |
| 10 | Scozia (bandiera) | C     | Jordan Kirkpatrick |
| 14 | Scozia (bandiera) | D     | Darren Barr        |

| N. |                        | Ruolo | Calciatore      |
| -- | ---------------------- | ----- | --------------- |
| 15 | Scozia (bandiera)      | A     | Donald McCallum |
| 16 | Scozia (bandiera)      | D     | Calum Waters    |
| 17 | Inghilterra (bandiera) | C     | Jon Routledge   |
| 18 | Scozia (bandiera)      | C     | Jamie Lindsay   |
| 19 | Scozia (bandiera)      | P     | Jamie Ewings    |
| 20 | Scozia (bandiera)      | D     | Michael Hopkins |
| 22 | Scozia (bandiera)      | D     | Frazer Wright   |
| 23 | Scozia (bandiera)      | C     | Tom Walsh       |
| 24 | Thailandia (bandiera)  | C     | Kler Heh        |
| 27 | Francia (bandiera)     | A     | Christian Nadé  |

### Rosa 2014-2015
| N. |                             | Ruolo | Calciatore         |
| -- | --------------------------- | ----- | ------------------ |
| 1  | Irlanda (bandiera)          | P     | Danny Rogers       |
| 2  | Irlanda (bandiera)          | D     | David Van Zanten   |
| 3  | Scozia (bandiera)           | D     | Scott Linton       |
| 4  | Scozia (bandiera)           | D     | Andy Graham        |
| 5  | Scozia (bandiera)           | D     | Lee Mair           |
| 6  | Irlanda del Nord (bandiera) | C     | Chris Turner       |
| 7  | Scozia (bandiera)           | C     | Mark Gilhaney      |
| 8  | Scozia (bandiera)           | C     | Scott Agnew        |
| 9  | Scozia (bandiera)           | A     | Colin Nish         |
| 10 | Scozia (bandiera)           | A     | Mitchel Megginson  |
| 11 | Scozia (bandiera)           | C     | Jordan Kirkpatrick |

| N. |                   | Ruolo | Calciatore       |
| -- | ----------------- | ----- | ---------------- |
| 12 | Scozia (bandiera) | D     | Scott Taggart    |
| 14 | Scozia (bandiera) | A     | Garry Fleming    |
| 15 | Scozia (bandiera) | A     | Bryan Prunty     |
| 16 | Scozia (bandiera) | D     | Mark McLaughlin  |
| 17 | Scozia (bandiera) | C     | Hugh Murray      |
| 18 | Scozia (bandiera) | C     | Steven McDougall |
| 19 | Scozia (bandiera) | P     | Jamie Ewings     |
| 20 | Scozia (bandiera) | A     | Archie Campbell  |
| 21 | Scozia (bandiera) | P     | Stephen Grindlay |
| 27 | Scozia (bandiera) | P     | Josh Lumsden     |